# Лімодор недорозвинений
Лімодо́р недорозви́нений (Limodorum abortivum) — багаторічна рослина родини зозулинцевих, єдиний представник роду лімодор. Вид занесений до Червоних книг України і Німеччини. Малопоширена декоративна культура.

## Назва
Родова назва походить від давньогрецького haimodoron — цим словом великий ботанік Теофраст назвав безлисту рослину з червонуватим стеблом, ймовірно, одного з членів роду Вовчок. Зовнішня схожість лімодора з цими представниками флори зумовила те, що видозмінена назва була дана йому. Видова назва недорозвинений вказує на найяскравішу особливість лімодора — відсутність нормально розвинених зелених листків.

## Опис
Трав'яниста рослина заввишки 20-85 см, криптофіт. Кореневищний напівсапрофіт, надземна частина якого містить дуже мало хлорофілу. Кореневище коротке, м'ясисте, товсте; корені довгі, м'ясисті, численні. Стебло пряме, голе, червонувате або пурпурово-коричневе. Стеблові листки мають вигляд зеленкувато-фіолетових піхов.
Суцвіття — довга прямостояча китиця, що складається з 5-20 квіток. Приквітки коротші за зав'язь. Квітконіжки короткі, скручені. Квітки двостатеві, зигоморфні, п'ятичленні. Листочки оцвітини ззовні брудно-білі, на кінцях та всередині — фіолетові, завдовжки до 2 см. Губа трикутна, хвиляста по краю. Колонка жовтувато-помаранчева. Плід — коробочка.
Число хромосом 2n = 56.

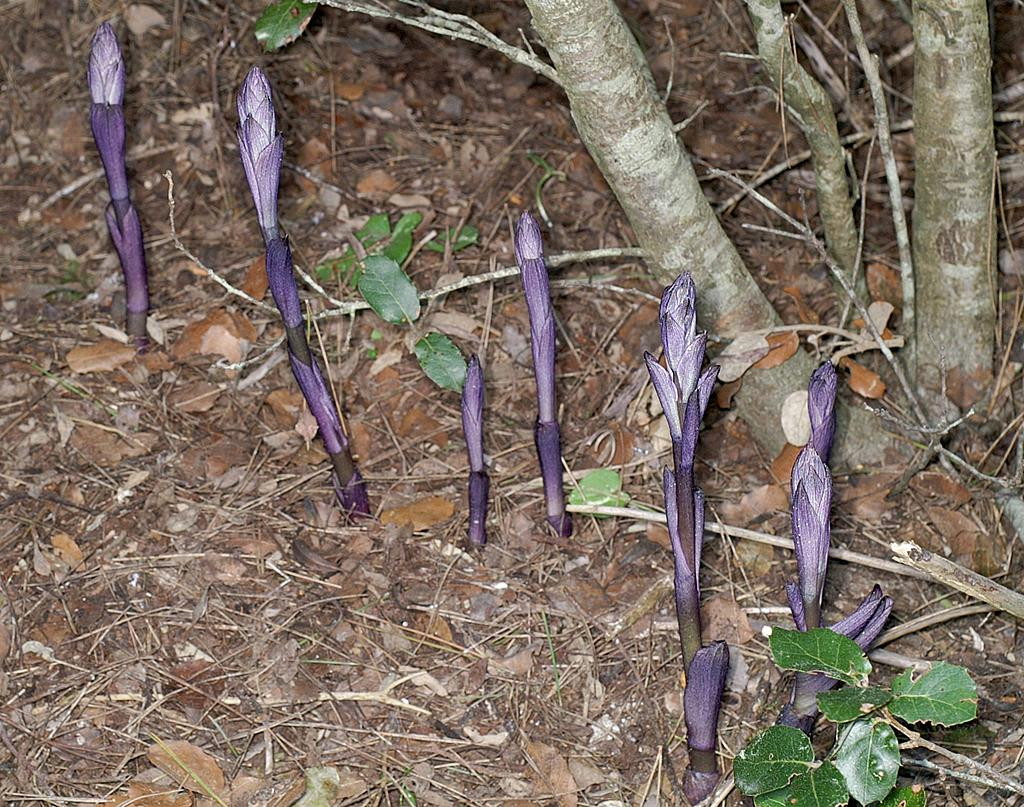
Паростки
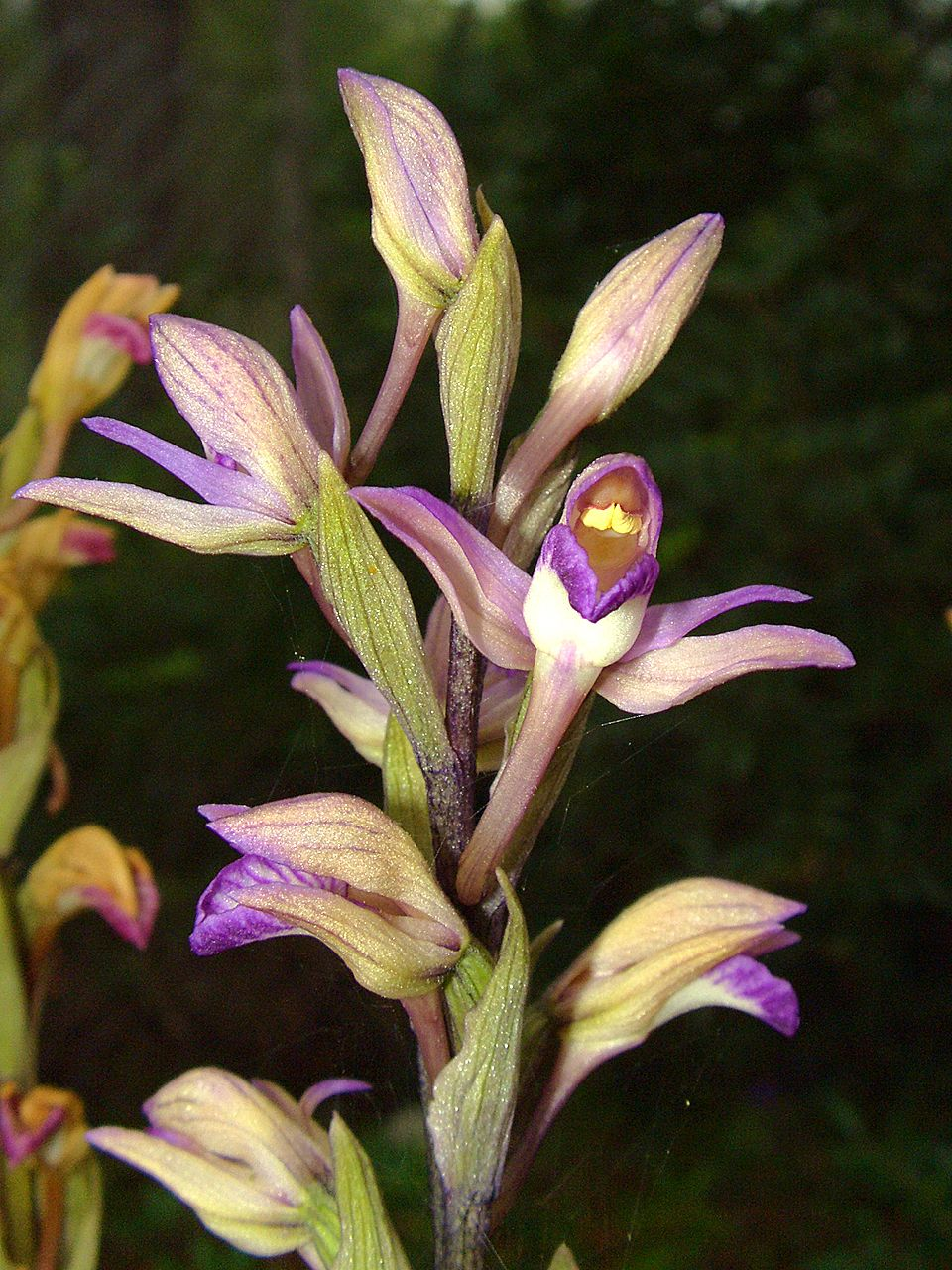
Суцвіття
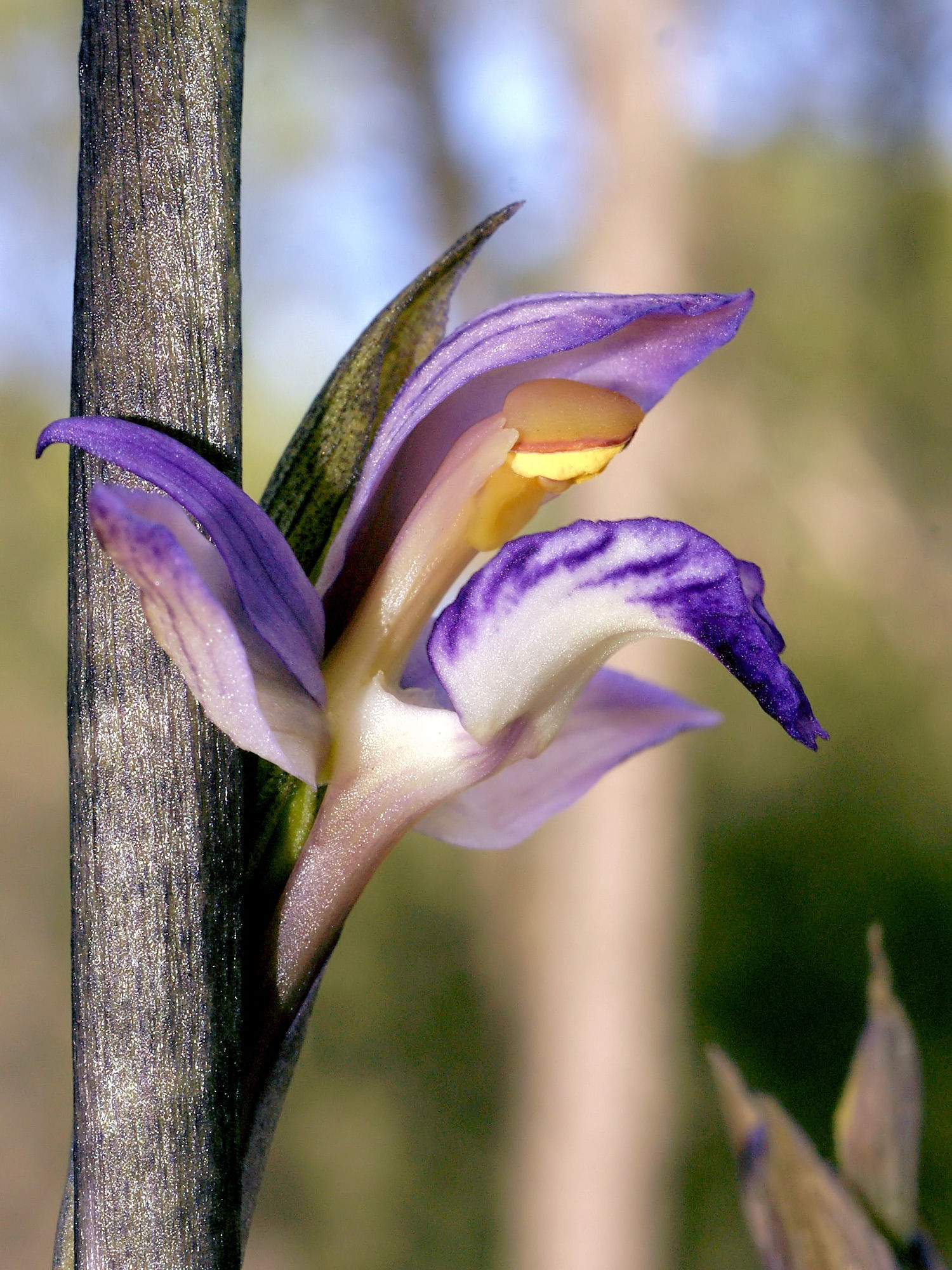
Квітка великим планом
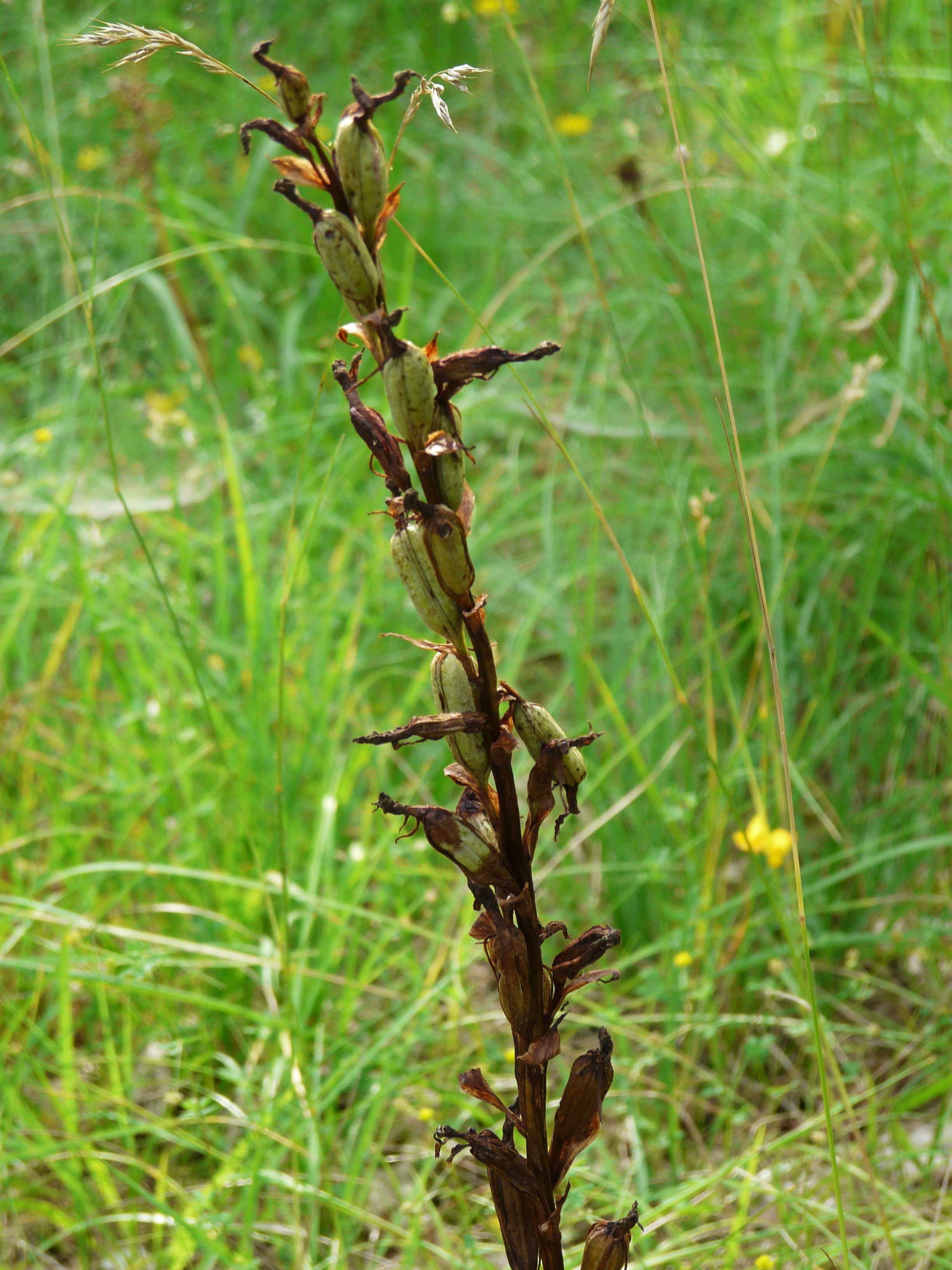
Плоди

## Екологія
Рослина помірно світлолюбна і посухостійка, віддає перевагу сухим бурим та коричневим ґрунтам з високою концентрацією вапна. Зростає у світлих дубових, каштанових, ялівцевих, фісташкових, соснових та сосново-дубових лісах, на узліссях, серед чагарників. У горах підіймається до висоти 1300—1800 м над рівнем моря.
Лімодор недорозвинений здатен фотосинтезувати, проте через низький вміст хлорофілу інтенсивність цього процесу недостатня для задоволення потреб рослини у поживних речовинах. Для нормального розвитку паростки цієї орхідеї мають бути заражені симбіотичним грибом, мікориза якого стає основним постачальником органічних речовин для рослини. Найчастіше лімодор утворює симбіотичні зв'язки з сироїжками. Внаслідок такого складного розвитку підземна фаза росту триває 8-10 років.
Квітне в травні-червні, плодоносить у липні-серпні. Розмножується насінням. У цієї орхідеї переважає самозапилення, яке інколи відбувається навіть без відкриття квітки (клейстогамія). Також можливе запилення одиночними бджолами з роду Anthophora. Плодів зав'язується близько 80 %.

## Поширення
Представник середземноморської флори, розповсюджений у Південній і Центральній Європі, Північній Африці, на Кавказі, у Передкавказзі і Закавказзі, Малій Азії, Ірані, Криму. Північна межа ареалу доходить до країн з помірним кліматом, як от: Німеччини, Бельгії, Чехії, Австрії, Швейцарії.
В Україні трапляється лише в Кримських горах і на Південному узбережжі Криму.

## Значення і статус виду
На стан популяцій несприятливо впливають вирубування лісів, витоптування, викопування рослин задля пересадки в квітники. Лімодор недорозвинений занесений до Додатку ІІ Конвенції про міжнародну торгівлю видами дикої фауни та флори, що перебувають під загрозою зникнення (CITES). В Україні вид охороняється в заповідниках «Мис Мартьян», Карадазькому, Кримському, Ялтинському грсько-лісовому, за межами України — в Національному парку Прибалатонської височини (Угорщина).
Вид дуже рідко культивують як декоративну рослину.

## Синоніми
- Centrosis abortiva (L.) Sw.
- Epipactis abortiva (L.) All.
- Ionorchis abortiva (Sw.) Beck
- Jonorchis abortiva (L.) Beck
- Neottia abortiva (L.) Clairv.
- Orchis abortiva L.
- Serapias abortiva (L.) Scop.[1]